# Дебют Реті
Дебют Реті — шаховий дебют, що розпочинається ходами 1. Kg1-f3 d7-d5 2. c2-c4. Розроблений чехословацьким гросмейстером Ріхардом Реті на початку ХХ століття.

Належить до флангових початків.

Початок Цукерторта 1.Kg1-Кf3 часто також називають Дебютом Реті, однак, у більшості джерел, з іменем Реті пов'язують саме продовження 1.Кf3 d5 2.c4.

## Варіанти розвитку
- 2. …d5:c4
- 2. …d5-d4
- 2. …c7-c6
  - 3. g2-g3 Kg8-f6 4. Cf1-g2 d5:c4 — гамбітна система
  - 3. е2-е3
  - 3. b2-b3
    - 3. …Cc8-f5 — система Ласкера
    - 3. …Kg8-f6 4. g2-g3 g7-g6 5. Cf1-g2  Cf8-g7 6. Cc1-b2 0 - 0 7. 0 - 0 - система з фланговим розвитком королівського слона чорних 
      - 4. …Cc8-g4 5. Cf1-g2 e7-e6 — система Капабланки
      - 4. …g7-g6